# Тягунов, Никита Геннадьевич
Ники́та Генна́дьевич Тягуно́в (7 февраля 1953, Москва, СССР — 20 июля 1992, Москва, Россия) — советский и российский кинорежиссёр, получивший известность за создание фильма «Нога» — военной драмы о последствиях Афганской войны.

## Биография
Сын драматурга Геннадия Мамлина и редактора Зои Ивановны Тягуновой.
В 1973 году окончил факультет культурно-просветительской работы Московского института культуры.
В 1975—1989 — режиссёр на Центральном телевидении. Поставил около двадцати телеспектаклей, в том числе: «Июнь, Москва, Чертаново», «Ваша дочь Александра…».
В 1991 году вышел первый и единственный кинофильм Никиты Тягунова «Нога». В период разрухи в стране и кинематографе, поиска и отсутствия новых форм, этот фильм прогремел откровением, застывшим во времени, стал памятником режиссёру и другим авторам фильма. А также открыл новую неожиданную личность — Ивана Охлобыстина. Партнёра ему найти было трудно, и роль брата героя Никита предложил своему другу Петру Мамонову, и братья по фильму неожиданно оказались внешне похожими.
Воспоминания киноведа Ирины Шиловой о просмотре «Ноги» и Никите Тягунове:
Просмотр закончился в полной тишине. А потом, когда довольно долго благодарили авторов, которых я наконец-то сумела опознать, обнаружила, что всё ещё сижу на своем месте. Из ступора меня вывел горячий, почти истеричный спор той женщины с ребёнком и смуглого сухопарого брюнета...
В коридоре ко мне подошёл последним вышедший из зала брюнет: «Я — Никита. Выпить хотите?». Более уместного вопроса задать в ту минуту было нельзя.

Расположившись на лавочке перед производственным корпусом «Мосфильма», мы болтали бог весть о чём. Киновед (как и интервьюер) во мне умер, а интерес к собеседнику — режиссёру Никите Тягунову — становился всё более сильным. Его анекдоты и рассказы о приключениях, придуманных или пережитых, оставили в памяти впечатление восторженное.
После «Ноги» Никита Тягунов планировал снять фильм о Варавве, евангельском преступнике, которого освободил Понтий Пилат по требованию иудеев на празднике Песах, вместо распятого Христа. Сценарий начинала писать Надежда Кожушаная. Варавву должен был играть Иван Охлобыстин.
За «Ногу» Никита Тягунов получил в Потсдаме Гран-при в двадцать пять тысяч марок, которые Никита планировал пустить на «Варавву».
Кинокритик Андрей Плахов о Никите Тягунове:
Когда на пресс-конференции Никита рассказывал про своего будущего «Варавву», то казалось, что его питает энергия совсем последних, запредельных сил. Однажды вдруг упал и отключился посреди бела дня. Потом встал и продолжал говорить. Связно, спокойно и трезво.
Никита скончался на другой день после возвращения в Москву.

Он всегда настаивал, что никакой он не режиссёр. Что не принадлежал и не принадлежит к этой касте. И фильм свой снял непонятно каким образом — так случилось, и всё. Но в нём самом, и в его фильме, и в том, что именно он сделал этот фильм, был совершенно ясный Божий промысел. Ни один из «настоящих» режиссёров такого задания свыше не сподобился.
Умер 20 июля 1992 года (самоубийство). Похоронен на Пятницком кладбище.

## Премии и награды
- 1992 — кинофестиваль «Дебют» в Москве, приз «За высокое художественное мастерство и любовь к кино» («Нога»).
- 1992 — МКФ фильмов для молодёжи в Потсдаме, Главный приз («Нога»).

## Фильмография
- 1983 — «Июнь, Москва, Чертаново» (фильм-спектакль)
- 1984 — «Одесские рассказы Исаака Бабеля» (фильм-спектакль)
- 1985 — «Кто-то должен…» (фильм-спектакль)
- 1986 — «Золотая рыбка» (фильм-спектакль)
- 1986 — «Дети раздоров» (фильм-спектакль)
- 1986 — «Ваша дочь Александра» (фильм-спектакль)
- 1987 — «И снова Крижевский» (фильм-спектакль)
- 1989 — «Юбилейное танго» (фильм-спектакль)
- 1991 — «Нога» (художественный фильм)